# Animal Rights (álbum de Moby)
Animal Rights es un álbum de estudio de Moby, lanzado el 23 de septiembre de 1996. 
El álbum tuvo un flojo recibimiento en su primer lanzamiento. Moby se había ganado una buena reputación con la música techno, pero en Animal Rights se embarcó en el punk rock y la música ambiente. 
Mientras una gran mayoría elogió su intento de diversificar, Animal Rights es, por lo general, percibido como un conjunto poco original de ritmos y guiños al techno, disfrazados como rock alternativo.

## Lista de canciones
Todas las canciones están compuestas por Moby excepto "That's When I Reach for My Revolver", por Clint Conley de Mission of Burma.

### Reino Unido: Mute / Stumm 150
Lanzamiento: 23 de septiembre de 1996.
1. "Now I Let It Go" – 2:08
2. "Come on Baby" – 4:39
3. "Someone to Love" – 2:51
4. "Heavy Flow" – 1:54
5. "You" – 2:33
6. "My Love Will Never Die" – 4:32
7. "Soft" – 3:57
8. "Say It's All Mine" – 6:04
9. "That's When I Reach for My Revolver" – 3:55
10. "Face It" – 10:01
11. "Living" – 6:59
12. "Love Song for My Mom" – 3:40

### Estados Unidos: Elektra / 62031
Lanzamiento: 11 de febrero de 1997.
1. "Dead Sun" – 3:40
2. "Someone to Love" – 3:09
3. "Heavy Flow" – 1:55
4. "You" – 2:33
5. "Now I Let It Go" – 2:09
6. "Come on Baby" – 4:30
7. "Soft" – 3:54
8. "Anima" – 2:25
9. "Say It's All Mine" – 6:04
10. "That's When I Reach for My Revolver" – 3:55
11. "Alone" – 10:45
12. "Face It" – 10:00
13. "Old" – 3:06
14. "Living" – 6:58
15. "Love Song for My Mom" – 3:38
16. "A Season in Hell" – 3:57

## Sencillos
El primer sencillo del álbum fue "That's When I Reach For My Revolver", que fue objeto de cierta controversia ya que Moby cambió una parte de la letra de la versión original de Mission of Burma.
El segundo sencillo lanzado fue "Come On Baby", a principios de noviembre de 1996.